# Verkehrstrennungsgebiet

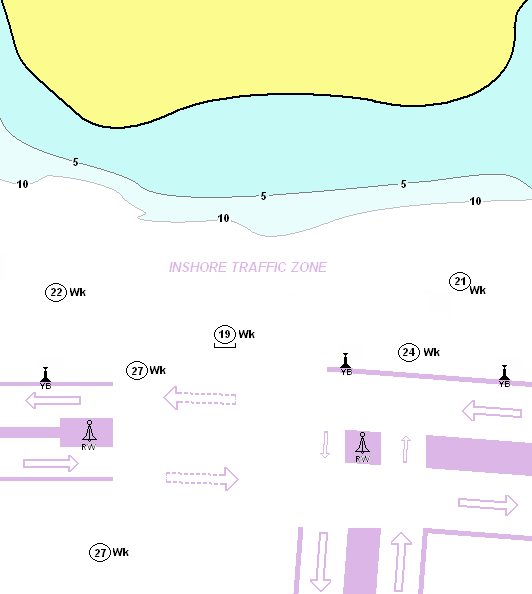
Darstellung von Verkehrstrennungsgebieten in der Seekarte

Ein Verkehrstrennungsgebiet (Abkürzung VTG oder englisch TSS für traffic separation scheme) ist in der Schifffahrt ein Gebiet von Schifffahrtswegen mit getrennten Fahrspuren für unterschiedliche Fahrtrichtungen. Meist werden VTG dazu verwendet, an Engstellen oder Kaps den Verkehr zu kanalisieren und einen möglichst homogenen Verkehrsfluss zu erzeugen, um die Gefahr von Kollisionen zu verringern. Die Fahrregeln in einem VTG sind in Regel 10 der Kollisionsverhütungsregeln festgelegt.
Verkehrstrennungsgebiete befinden sich beispielsweise in der Mitte des Englischen Kanals oder in der deutschen Bucht in mehreren Seemeilen Abstand zur Küstenlinie. Zwischen der Küstenlinie und dem Verkehrstrennungsgebiet befindet sich die Küstenverkehrszone. Verkehrstrennungsgebiete sind ähnlich wie Autobahnen aufgebaut und bestehen aus für jede Fahrtrichtung zugewiesenen Zonen sowie einer Trennlinie oder Trennzone in der Mitte, deren Befahrung verboten ist. Die Außengrenzen sowie die Mittellinie sind meist durch Seezeichen im Abstand von mehreren Seemeilen markiert. Die exakten geographischen Lagen der Verkehrstrennungsgebiete sind in den amtlichen Seekarten mit den zugewiesenen Fahrtrichtungen verzeichnet. Motorschiffe über 20 Meter Länge haben die Verkehrstrennungsgebiete zu benutzen. Kleinere Fahrzeuge und Segelschiffe dürfen dagegen die Küstenverkehrszone benutzen.

## Regeln zum Queren eines Verkehrstrennungsgebiets

Querung eines VTG:
oben ohne Strömung
unten mit starker Strömung von links

- Das Queren eines Verkehrstrennungsgebietes ist möglichst zu vermeiden.[1][2][3]
- Wenn ein Verkehrstrennungsgebiet trotzdem gequert wird, dann in rechtem Winkel zur allgemeinen Verkehrsrichtung, um eindeutig erkennen zu lassen, dass gequert und nicht ein anderes Manöver (z. B. Überholen) gefahren wird.[1][2][3]
- Bei Strom oder starkem Wind, der das Boot versetzt, gilt es, die Kielrichtung im rechten Winkel zur allgemeinen Verkehrsrichtung zu halten, um das Verkehrstrennungsgebiet möglichst schnell zu durchqueren.[1][2][3] Dabei darf der Kurs über Grund vom rechten Winkel abweichen.

Sehr lange Verkehrstrennungsgebiete sind meist im Abstand von circa 30 Seemeilen für ein kurzes Stück unterbrochen, um Schiffen das Queren zu erleichtern. Diese Stellen werden in der Seekarte als gestrichelte Pfeile gekennzeichnet (siehe Abbildung oben). Ein falsches Queren kann zu einer Geldbuße in Höhe von 150 Euro führen.

## Ausweichregeln in VTG
Schiffe müssen in VTG nach den Kollisionsverhütungsregeln untereinander ausweichen. Anders als auf Seeschifffahrtsstraßen haben Schiffe, die dem VTG in der allgemeinen Verkehrsrichtung folgen, keine grundsätzliche Vorfahrt gegenüber Fahrzeugen, die das VTG queren oder seitlich in dieses einlaufen. Fahrzeuge auf dem VTG-Einbahnweg müssen Segelfahrzeugen, die queren oder einlaufen, stets ausweichen, und sie müssen anderen querenden oder einlaufenden Maschinenfahrzeugen ausweichen, wenn sie diese an ihrer Steuerbordseite haben.
Jedoch dürfen Fahrzeuge unter 20 Meter Länge und Segelfahrzeuge dieses Vorfahrtsrecht streng genommen gar nicht in Anspruch nehmen, denn sie unterliegen einem Behinderungsverbot gegenüber den Fahrzeugen auf dem VTG-Einbahnweg und dürfen sie nicht zum Ausweichen zwingen. Dies gilt z. B. auch für fischende Fahrzeuge, denen Maschinen- und Segelfahrzeuge ansonsten laut Regel 18 KVR ausweichen müssten. Kommt es dennoch zu einer drohenden Kollision (z. B. durch Fahrlässigkeit oder ein unvorhergesehenes Ereignis), dann muss sich ein Fahrzeug auf dem Einbahnweg gegenüber einem anderen Fahrzeug nach Maßgabe der KVR verhalten und gegebenenfalls ausweichen.